# 日本国憲法第74条
日本国憲法 第74条（にほんこく（にっぽんこく）けんぽう だい74じょう）は、日本国憲法の第5章「内閣」にある条文で、法律・政令への内閣総理大臣・国務大臣の署名について規定する。

## 条文
日本国憲法、e-Gov法令検索。

第七十四条
法律及び政令には、すべて主任の国務大臣が署名し、内閣総理大臣が連署することを必要とする。

## 解説
法令の施行に当たる内閣の責任を明確にさせるため、全ての法律および政令に、主任の大臣だけでなく内閣総理大臣の連署を必要としたことで、72条にある内閣総理大臣の指揮権を間接的に保障している。

## 沿革

### 大日本帝国憲法
東京法律研究会 p.6/11

第六條
天皇ハ法律ヲ裁可シ其ノ公布及執行ヲ命ス
第五十五條　國務各大臣ハ天皇ヲ輔弼シ其ノ責ニ任ス
凡テ法律勅令其ノ他國務ニ關ル詔勅ハ國務大臣ノ副署ヲ要ス

### GHQ草案
「GHQ草案」、国立国会図書館「日本国憲法の誕生」。

#### 日本語
第六十六条一切ノ国会制定法及行政命令ハ当該国務大臣之ニ署名シ総理大臣之ニ副署スヘシ

#### 英語
Article LXVI.The competent Minister of State shall sign and the Prime Minister shall countersign all acts of the Diet and executive orders.

### 憲法改正草案要綱
「憲法改正草案要綱」、国立国会図書館「日本国憲法の誕生」。

第七十法律及命令ハ凡テ主務大臣署名シ内閣総理大臣之ニ副署スルコトヲ要スルコト

### 憲法改正草案
「憲法改正草案」、国立国会図書館「日本国憲法の誕生」。

第七十条法律及び政令には、すべて主任の国務大臣が署名し、内閣総理大臣が連署することを必要とする。